# Šibenice

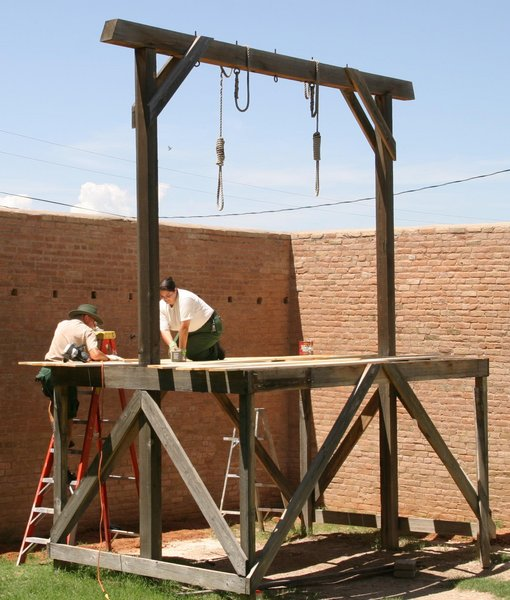
Šibenice v Tombstone v Arizoně

Šibenice je obvykle dřevěná konstrukce na kamenných nebo cihelných základech, která se používala či používá k popravě oběšením.

## Typy
- nejjednodušší je dostatečně vysoký a silný kůl nebo sloup s hákem, na který se upevňuje oprátka pro jednu osobu. Na takové šibenici byla oběšena např. Milada Horáková.
- podobně jako ve hře Šibenice, ve tvaru obráceného L, na svislém kůlu je připevněno horizontální břevno, na které se připevňuje oprátka pro jednu osobu.
- horizontální rameno má podpěru z obou stran, lze na ně zavěsit dva odsouzence.
- dočasné, provizorní šibenice (třeba na stromě)
- nejčastější trojramenná (trojúhelníková konstrukce) z dubových trámů bývala umístěna na tři kamenné sloupy nebo pilíře, vystavění na kruhovém nebo trojbokém platu. umožňovala naráz popravit až šest odsouzenců.
- podle funkce se rozlišují primitivnější typy, kdy se odsouzenec oběsí prostým vytažením na šibenici, shozením z žebříku nebo podtržením např. židle či vozu, na níž stojí, a sofistikovanější šibenice s propadlištěm, které se otevře, když kat zatáhne za páku a odsouzenec do něj spadne.

## Situace
Umísťovaly se na návrší nad obec či město, jednak z hygienických důvodů, protože popravení zůstávali často viset pro výstrahu, dokud těla zvěř a ptáci neroznesli, dále proto, aby byla výstraha zdálky viditelná, a konečně i proto, že popravy byly hojně navštěvovány diváky.

## Památky
Žádná z evropských šibenic se nedochovala celá, protože poslední popravy (nepočítáme-li období fašismu) proběhly před 100–150 lety. Nejlépe dochované historické šibenice v někdejší Rakouské monarchii jsou podle evidence tři desítky fragmentů kamenných konstrukcí šibenic nebo jen základy jejich podnoží, například:
- Messern, Rakousko
- Vorau, Rakousko
- Ljubno ob Savinj, Slovinsko

Česko:
- Rožmitál pod Třemšínem, Nepomuk (místní část Šibenice), Blatná, Třebíč, Šatov,
- nedochované: Šibeniční vrch v Praze, Staroměstské náměstí v Praze.

Velká Británie:
- nechvalně známá Tyburnská šibenice v Londýně, tři horizontální ramena spojená v trojúhelník a podepřená v každém úhlu, umožňovala popravu až 24 odsouzenců, pokud byly využity všechny tři strany.

## Dočasné šibenice
- Příležitostné

Příležitostně sloužila dřevěná lešení se schodištěm, která se stavěla na hlavní náměstí ve městech jen k exemplárním popravám, a po nich byla zase zbourána, jako například 21. června 1621 k popravě 27 českých pánů na Staroměstském náměstí v Praze.
- Improvizované

Spontánně vytvořené šibenice jako stromy, brány, pobořené domy, podstavce nebo lampy veřejného osvětlení.